# 槟城植物园

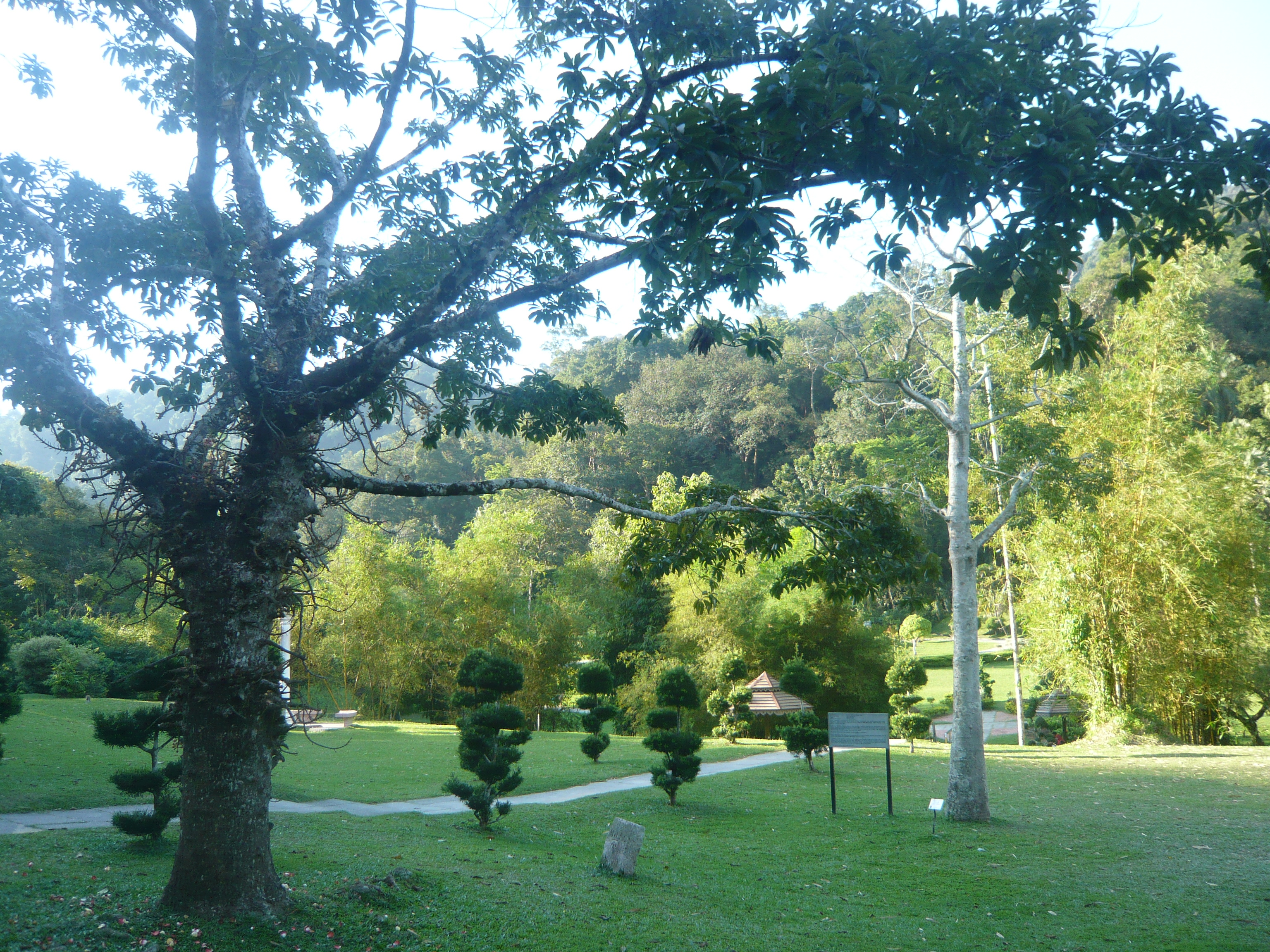
槟城植物园

槟城植物园（馬來語：Taman Botani Pulau Pinang），又名瀑布花园，是座落在马来西亚槟城的一座植物園，建于1884年，占地约30公顷，由英国人查尔斯·柯蒂斯建立。其建立的目的是为了收集热带植物物种。

## 延伸阅读
- 槟城景点：Penang Botanical Garden 植物园| 蓝天白云数格子 （页面存档备份，存于）